# سجاد مرادی
سجاد مرادی (زادهٔ ۱۰ فروردین ۱۳۶۲، بروجن) دونده ایرانی دوهای نیمه‌استقامت است.
سجاد مرادی، در بازی‌های آسیایی گوانگ‌ژو در دو ۸۰۰ متر مدال طلا و در دو ۱۵۰۰ متر مدال نقره را به‌دست‌آورد.
در مسابقهٔ فینال دو ۸۰۰ متر این مسابقات، او به همراه برادر کوچک‌ترش، امیر مرادی، شرکت داشت. در این مسابقه، امیر مرادی که شانس کمتری برای کسب مدال داشت، تصمیم گرفت آهوی گروه شده و سرعت دو را تند کند تا دونده‌های سرعتی گروه نتوانند در ۲۰۰ متر آخر با استارت سریع برنده مسابقه شوند و سجاد مرادی که یک دونده استقامتی است برنده مسابقه شود. این تاکتیک سرنوشت مسابقه را به کلی تغییر داد و باعث شد تا سجاد مرادی با رکورد قابل توجه ۱:۴۵٫۴۵ برنده مسابقه شود و دونده‌های سرعتی مدال نگیرند. امیر مرادی در این مورد گفته‌است: «اگر بقیه هم دنبال من نمی‌آمدند، سجاد که می‌آمد و باز به هدفم می‌رسیدم. اگر این کار را نمی‌کردم با شناختی که از رقبا داشتم به‌طور حتم جای نفر پنجم، ششم و هفتم با دوم، سوم و چهارم تغییر می‌کرد. اگر این اتفاق نمی‌افتاد و دو می‌خوابید محمد صالحی [دونده عربستانی] که سرعت بالایی دارد سه نفر اول را می‌گرفت. حتی دونده‌های عراقی و قطری هم از من تشکر کردند.»
سجاد مرادی در المپیک تابستانی پکن نیز در رشته‌های دو ۸۰۰ متر و ۱۵۰۰ متر شرکت داشت.

## المپیک تابستانی لندن ۲۰۱۲
سجاد مرادی در مسابقات المپیک لندن، در دور مقدماتی دوی ۸۰۰ متر توانست با زمان یک دقیقه و چهل و هشت ثانیه و بیست و سه صدم ثانیه دوم شود و به مسابقات نیمه نهایی راه یافت. وی در نیمه نهایی در گروه خود پنجم شد.

## رکوردها
- ۸۰۰ متر: ۱:۴۴٫۷۴ (۲۰۰۵ اینچه‌اون)
- ۱۵۰۰ متر: ۳:۳۷٫۰۹ (۲۰۱۰ گوانگجو)
- ۸۰۰ متر داخل سالن: ۱:۴۸٫۴۸ (۲۰۰۴ تهران)
- ۱۵۰۰ متر داخل سالن: ۳:۵۳٫۹۸ (۲۰۰۸ تهران)